# ロマンセ (荻野目洋子の曲)
「ロマンセ」は、荻野目洋子の29枚目のシングル。1993年8月21日にビクターエンタテインメントよりリリースされた。

## 概要
表題曲の原曲は、映画『禁じられた遊び』のテーマ曲として知られる「愛のロマンス」(ギター独奏) であり、本作はこの曲に日本語詞を付けたものである。
日産自動車「ローレル」CMソングとして使用された。CM制作会社より、″荻野目洋子でこの曲をやってほしい″ というオファーがあり、スタッフから編曲担当のEdisonにアレンジを依頼したという経緯がある。
カップリングの「黒い瞳」もEdisonのアレンジによるカバー作品で、原曲はフリオ・イグレシアスの「Nathalie」として有名になった「黒い瞳」(ロシアの伝統曲)。この曲は郷ひろみも「哀しみの黒い瞳」としてカバーしている。

## 収録曲
1. ロマンセ
  - Trad. 訳詞：荒木とよひさ / 編曲：Edison
2. 黒い瞳
  - Trad. 訳詞：荒木とよひさ / 編曲：Edison
3. ロマンセ (オリジナル・カラオケ)
4. 黒い瞳 (オリジナル・カラオケ)